# 똑똑똑
《똑똑똑》(영어: Knock at the Cabin)은 2023년 개봉한 미국의 종말 심리 공포 영화이다. M. 나이트 샤말란의 연출작으로, 폴 G. 트람블레이의 공포 소설 "The Cabin at the End of the World"(→세상 끝의 오두막)이 원작이다. 데이브 버티스타, 조너선 그로프, 벤 올드리지, 크리스틴 추이, 니키 어무카버드, 애비 퀸, 루퍼트 그린트가 출연했다.

## 줄거리
외딴 오두막으로 휴가를 떠난 웬과 그녀의 두 아빠 에릭과 앤드루는 레너드라는 낯선 방문객을 맞이한다. 그는 웬과 가족에게 세상이 멸망하는 것을 막기 위해 도움을 요청하고, 이후 세 명의 다른 사람들과 함께 오두막에 침입해 에릭과 앤드루를 묶는다. 이들은 가족에게 세상의 종말을 막을 유일한 방법은 가족 중 한 명이 스스로를 희생하는 것이라고 주장한다.
가족이 이를 거부하자, 침입자들은 자신들의 희생을 통해 재앙을 불러일으키고, TV 뉴스에서는 해일, 전염병, 하늘에서 쏟아지는 불길 등 세계 곳곳에서 벌어지는 재앙들이 보도된다. 앤드루는 침입자 중 한 명인 레드먼드가 과거 자신을 폭행한 사람이라는 사실을 알게 되면서 침입자들의 주장을 의심하지만, 연이은 재앙들은 침입자들의 주장을 뒷받침한다.
침입자들은 연이어 희생하며 세상을 구하려 하지만, 상황은 점점 악화된다. 결국 마지막 침입자인 레너드가 스스로 목숨을 끊으면서 앤드루와 에릭, 웬은 마지막 선택의 순간에 놓인다. 에릭은 침입자들이 말한 재앙이 현실로 나타나는 것을 보고, 자신들의 가족이 세상의 구원을 위해 선택받은 존재라고 확신한다. 그는 딸 웬이 파괴된 세상에서 살지 않기를 바라며 자신을 희생하기로 결심하고, 앤드루에게 자신을 죽여달라고 부탁한다.
앤드루는 괴로워하며 에릭을 죽이고, 웬과 함께 떠난다. 이들이 도착한 식당에서, 재앙이 갑자기 멈췄다는 뉴스를 접한다. 이후 침입자들의 트럭에서 그들의 주장을 뒷받침하는 증거를 발견하고, 두 사람은 차를 타고 떠난다.

## 출연
- 데이브 버티스타 - 레너드 브로트 역
- 조너선 그로프 - 에릭 역
- 벤 올드리지 - 앤드루 역
- 니키 어무카버드 - 서브리나 기틴스 역
- 루퍼트 그린트 - 레드먼드 / 로리 오배넌 역
- 애비 퀸 - 에이드리언 역
- 크리스틴 추이 - 웬(원링) 역
- M. 나이트 샤말란 - 정보 광고 진행자 역